# Bitva u Tolbiaka
Bitva u Tolbiaka se odehrála mezi Franky a Alamany nedaleko Tolbiaka, dnešního města Zülpich 60 kilometrů východně od nynější německo-belgické hranice v Severním Porýní-Vestfálsku asi v roce 496. Některé prameny uvádějí rok 506. V čele Franků stál Chlodvik I. vůdce Alemanů není známý, ale snad se jednalo o jejich krále Gibulda. Jisté je, že vůdce Alamanů byl v bitvě zabit. Frankové v bitvě byli úspěšní a ujali se vlády nad Alamany.

## Bitva
Dva sousední národy, sálští Frankové jejichž vládcem byl Chlodvik I. a rýnští Frankové jejichž vládcem byl Sigibert Chromý, kteří sídlili na území dnešního Kolína nad Rýnem se rozhodli spojit své síly proti Alamanům. Důvodem byly neustálé nájezdy, plenění a útoky Alamanů na rýnské Franky. V roce 496 Sigibert požádal o pomoc sálské Franky. Společně pak u Tolbiaka bojovali proti Alamanům.
Vojska Franků v bitvě utrpěla velké ztráty. Chlodvik viděl, jak jsou jeho bojovníci zabíjeni a cítil, jak se tato bitva začíná vymykat z rukou. V té chvíli začal pochybovat o moci jeho pohanských Bohů a proto se obrátil s modlitbami na křesťanského Boha. Jeho zbytky bojovníků, pak porazili Alamany. Kromě jeho ženy i tato událost ho přiměla k přijetí křesťanství. Křesťanskou víru nepřijal v ariánské podobě, jak bylo v té době u Germánů běžné. Jeho choť Chlotilda, původem burgundská princezna ho přesvědčila, aby přijal nicejské vyznání, to znamená, aby se stal katolíkem. Tím ovšem zkřížil plány ostrogótského krále Theodoricha, který zamýšlel vytvořit z barbarských říší v západní Evropě blok ariánských států, který měl být protiváhou ortodoxní Byzanci na východě. Toto vše mělo velký význam pro budoucí utváření Evropy.
Nejvíce informací o bitvě se dochovalo díky franskému biskupovi Řehořovi z Tours, který přibližně 100 let po bitvě události popsal v kronice Historia Francorum

## Datum bitvy
Tradičně uváděné datum bitvy rok 496 bylo v 19. století zpochybněno belgicko-americkým biskupem Augustinem Van de Vyverem, který datum bitvy posunul do roku 506. Tuto teorii šířil ve svých dílech. Rok 506 také vyplývá z Řehořovy chronologie, která připisuje smrt Chlodvikova otce Childericha I. přibližně na stejnou dobu jako úmrtí svatého Perpetuuse, který zemřel v roce 491. Bitva se měla udat 15 let po jeho smrti, proto rok 506. Childerikův hrob také obsahoval mince císaře Zenona, který také zemřel v roce 491, nikoliv později.